# Оберланд ам Ренштајг
Оберланд ам Ренштајг (њем. Oberland am Rennsteig) општина је у њемачкој савезној држави Тирингија. Једно је од 16 општинских средишта округа Зонеберг. Према процјени из 2010. у општини је живјело 2.432 становника. Посједује регионалну шифру (AGS) 16072022.

## Географски и демографски подаци
Оберланд ам Ренштајг се налази у савезној држави Тирингија у округу Зонеберг. Општина се налази на надморској висини од 580 метара. Површина општине износи 39,3 km². У самом мјесту је, према процјени из 2010. године, живјело 2.432 становника. Просјечна густина становништва износи 62 становника/km².